# Colombo (månekrater)
 For alternative betydninger, se Colombo (flertydig). (Se også artikler, som begynder med Colombo)
Colombo er et nedslagskrater på Månen. Det befinder sig på Månens forside mellem Mare Fecunditatis mod øst og Mare Nectaris mod vest. Det er opkaldt efter den italienske opdagelsesrejsende Christoffer Columbus (ca. 1446 – 1506).
Navnet blev officielt tildelt af den Internationale Astronomiske Union (IAU) i 1935. 

## Omgivelser
Colombokrateret ligger syd for Gocleniuskrateret og nordvest for Cookkrateret. 

## Karakteristika
Colombos rand er cirkulær, omend dog lidt indskåret mod nordvest, hvor "Colombo A" trænger lidt ind i dets indre. Den indre kratervæg er asymmetrisk, da den er meget smal mod nord og nordvest og bredere mod sydøst. Randen er noget eroderet, og der ligger adskillige meget små kratere langs den indre væg mod sydøst.Det lille satellitkrater "Colombo B" ligger over den syd-sydvestlige rand.
Kraterbunden i Colombokrateret er næsten jævn og er blevet delvis dækket af lava. Overfladen har lavere albedo end den omgivende overflade og har den samme mørke farvetone som maret mod øst. I bundens midte er der en halvcirkelformet formation af fire centrale toppe, hvilket ligner resterne af en stor bjergmasse. Den konkave side af formationer vender mod nordvest.

## Satellitkratere
De kratere, som kaldes satellitter, er små kratere beliggende i eller nær hovedkrateret. Deres dannelse er sædvanligvis sket uafhængigt af dette, men de får samme navn som hovedkrateret med tilføjelse af et stort bogstav. På kort over Månen er det en konvention at identificere dem ved at placere dette bogstav på den side af satellitkraterets midte, som ligger nærmest hovedkrateret. Colombokrateret har følgende satellitkratere:
| Colombo | Længde  | Bredde  | Diameter |
| ------- | ------- | ------- | -------- |
| A       | 14,1° S | 44,4° Ø | 42 km    |
| B       | 16,4° S | 45,2° Ø | 16 km    |
| E       | 15,8° S | 42,4° Ø | 17 km    |
| G       | 13,9° S | 43,9° Ø | 10 km    |
| H       | 17,4° S | 44,1° Ø | 14 km    |
| J       | 14,3° S | 43,5° Ø | 7 km     |
| K       | 15,8° S | 46,4° Ø | 5 km     |
| M       | 14,6° S | 47,8° Ø | 17 km    |
| P       | 15,1° S | 48,0° Ø | 5 km     |
| T       | 18,9° S | 45,4° Ø | 10 km    |

## Måneatlas
- Billeder af Colombokrateret i LPI-måneatlasset